# دانيال قروس
دانيال قروس (بالألمانية: Daniel Gros)‏ هو اقتصادي ألماني، ولد في 1955.

## وصلات خارجية
- دانيال جروس على مكتبة القمر